# Zelandiscus elevata
Zelandiscus elevata är en snäckart som först beskrevs av Frank Climo 1978.  Zelandiscus elevata ingår i släktet Zelandiscus och familjen Charopidae. Inga underarter finns listade i Catalogue of Life.